# Operation Luz na Infância
In der Operation Licht in die Kindheit (amtlich portugiesisch Operação Luz na Infância) hat die brasilianische Polizei ein Netzwerk für die Verbreitung von Kinderpornografie in Brasilien zerschlagen.

## Die Operation

### Phase 1
Die erste Phase der Operation „Luz na Infância“ wurde im Oktober 2017 zusammen mit US-Behörden durchgeführt und endete mit 112 Festnahmen.

### Phase 2
Mit der Polizeioperation „Luz na Infância“, die vom Minister für öffentliche Sicherheit als größte Polizeioperation in der Geschichte des Landes und als die größte der Welt bezeichnet wurde, war an nur einem Tag, dem 17. Mai 2018, gelungen, ein Netzwerk für die Verbreitung von Kinderpornografie im Internet in Brasilien zu zerschlagen.
Mehr als hundert Menschen wurden am Donnerstag in Brasilien in einer Großoperation gegen ein Netzwerk von Kinderpornografie im Internet verhaftet, das von der Regierung als das größte seiner Art in der Geschichte des Landes präsentiert wurde. Auch der Koordinator der Operation, General Carlos Alberto dos Santos Cruz hob diese Dimension der vom neuen Ministerium für öffentliche Sicherheit geleiteten Operation hervor, ebenso wie der erst im Februar 2018 ernannte Minister für öffentliche Sicherheit, Raul Jungmann, der sogar sagte, dass es „die größte der Welt an nur einem Tag“ gegen die sexuelle Ausbeutung von Kindern und Pädophilie sei.
Rund 2600 Polizeibeamte wurden in 24 der 26 brasilianischen Bundesstaaten und im Bundesdistrikt eingesetzt, um 578 Aktionen zur Erfassung und Festnahme von Akten mit Inhalten zur sexuellen Ausbeutung von Kindern und  Jugendlichen durchzuführen.
Im Lauf des Vormittags erhöhte sich die Zahl von 132 Verhafteten auf 197, darunter Lehrer, Beamte und Frauen, berichteten die Behörden auf einer Pressekonferenz in Brasília. Insgesamt wurden in dieser zweiten Phase der Operation „Luz na Infância“ eine Million Dateien mit pädophilem Inhalt identifiziert.